# Електрохімічний та електрометалургійний завод у Brignoud
Електрохімічний та електрометалургійний завод у Brignoud — колишній виробничий майданчик на південному сході Франції.
З 1852 по 1900 роки на майданчику майбутнього хімічного заводу діяло доменне виробництво компанії Acieries de Brignoud, яке у підсумку вичерпало свої можливості. Після цього в 1911-му створили компанію Société ElectroChimique de Brignoud, що мала монетизувати ресурс гідроелектроенергії Альп. Першим видом продукції став карбід кальцію (результат плавки вапна з коксом або вугіллям), який в ті роки мав особливе значення для індустрії освітлення як джерело ацетилену. За десяток років по тому узялись за випуск азотного добрива — ціанаміду кальцію (продукт переплавки карбіду кальцію).
У 1923-му проєкт підтримала велика компанія Kuhlmann Establishments, яка увійшла в капітал спільного підприємства Establishments Fredet-Kuhlmann, а в 1943-му проєкт повністю перейшов до Kuhlmann Establishments.
Після Другої світової війни взялись за алюмінотермію та організували виплавку чистих молібдену, ніобію, ванадію. В якийсь момент асортимент поповнили натрієм (зазвичай металічний натрій продукують електролізом хлориду натрію) та кремнієм. Також продукували трихлорид ванадію та тетрахлориду ванадію (в 1990-х роках виробництво цих хлоридів передали на завод у Помблієрі).
У 1947-му в Brignoud корпорація Kuhlmann запустила свій експериментальний завод з виробництва мономеру вінілхлориду шляхом реакції ацетилену з соляною кислотою. Останню отримували спалюванням хлору та водню, які були продуктами електролізу. Потужність цієї першої установки становила лише 2 тонни на добу. На початку 1960-х здатність майданчику продукувати мономер вінілхлориду довели до 270 тонн на місяць.
Невдовзі розвиток нафтохімічних технологій надав їм беззаперечну перевагу перед вуглехімічними. У 1968-му в Brignoud перестали випускати мономер, проте продовжили продукувати полівінілхлорид з мономеру, який постачав завод у Жаррі (останній працював на майданчику компанії SECEMAEU, яка у 1966-му об'єднала хімічний бізнес із Kuhlmann зі створенням Produits Chimiques Ugine Kuhlmann — PCUK). Первісно очікувалось, що з Жаррі до Brignoud постачатиметься 50 тисяч тонн мономеру вінілхлориду, а станом на кінець 1980-х потужність майданчика в Brignoud вже була 100 тисяч тонн полівінілхлориду.

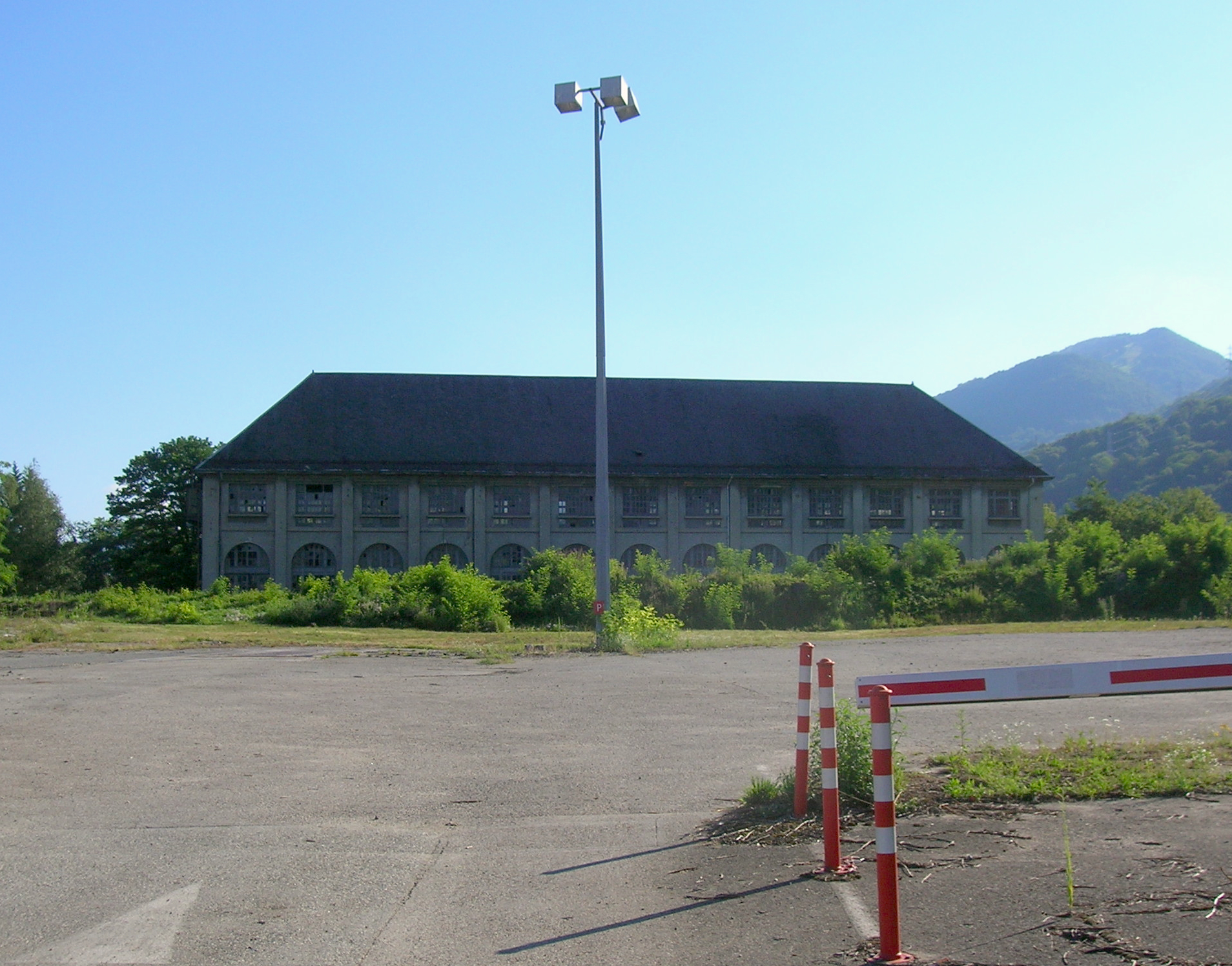
Будівля зі складу колишнього комплексу заводу

Ще одним напрямом діяльності стало виробництво похідних фосфору (про це згадується вже у статті від 1972 року). Сировину постачав хімічний завод в Еп'єррі. Станом на кінець 1980-х в Brignoud могли продукувати 10 тисяч тонн фосфорних продуктів на рік.
Що стосується компанія, які опікувались майданчику, то у 1971-му внаслідок наступного злиття виник концерн Pechiney-Ugine-Kuhlmann (PUK), втім, за десятиліття по тому на тлі загальної кризи французької хімічної промисловості вона пройшла через націоналізацію, і в 1983-му PCUK увійшла до новоствореної Atochem (в 1992-му перейменована на Elf Atochem), яка належала нафтогазовій Elf-Aquitaine. З 2000-го Elf Atochem стала Atofina, що відображало поглинання Elf-Aquitaine нафтогазовим гігантом Total.
У 2003—2004 роках завод припинив роботу. Наразі його споруди майже повністю демонтовані.